# Fernanda Renée Samuel
Fernanda Renée Samuel (Angola), é uma ambientalista e engenheira petrolífera distinguida com o Prémio Excelência, nos Globos de Ouro Angola de 2022. No anterior tornou-se, com 28 anos, na pessoa mais jovem a integrar o Conselho da República, para o qual foi convidada pelo Presidente angolano João Lourenço.

## Biografia
Fernanda Renée Samuel nasceu em Angola e formada em Engenharia de Produção de Pesquisa e Produção de Petróleos, dedicou-se à protecção do ambiente. 
Em 2016, criou na cidade do Lobito o projecto Otchiva com o objectivo de proteger os flamingos através da protecção e conservação dos mangais, o seu habitat natural. 

## Prémios e reconhecimento
Ganhou o Prémio Internacional Odebrecht para o desenvolvimento sustentável, em 2015. 
Viu o seu trabalho ser reconhecido pela ONU, ao ser nomeada para o Prémio Jovens Campeões da Terra, do qual foi finalista. 
Em 2021, tornou-se na pessoa mais jovem a integrar o Conselho da República, para o qual foi convidada pelo Presidente de Angola, João Lourenço. 
No mesmo ano, a MIPAD (Most Influential People of African Descent) que conta com o apoio da ONU, colocou-a na lista das 100 Personalidades mais influentes de descendência africana de 2021. 
Foi distinguida com o Prémio Excelência, nos Globos de Ouro Angola de 2022, pelo trabalho realizado em prol da conservação do ambiente. 